# Wilhelm Marschall von Sulicki
Wilhelm Marschall von Sulicki (* 25. September 1820 in Stolp; † 11. April 1883 in Düsseldorf) war ein preußischer Generalmajor und Kommandeur der 27. Infanterie-Brigade.

## Leben

### Herkunft
Wilhelm war ein Sohn des preußischen Oberst und Kommandeur des 8. Husaren-Regiments Friedrich Marschall von Sulicki (1775–1834) und dessen Ehefrau Friederike, geborene von Aschenbach (1781–1839). Sein älterer Bruder Karl (1803–1877) wurde ebenfalls preußischer Generalmajor.

### Militärkarriere
Marschall besuchte die Kadettenhäuser in Potsdam und Berlin. Anschließend wurde er am 15. August 1838 als Portepeefähnrich dem 17. Infanterie-Regiment der Preußischen Armee überwiesen. Mitte Januar 1839 erfolgte seine Versetzung in das 16. Infanterie-Regiment und im Jahr darauf avancierte er zum Sekondeleutnant. Von November 1848 bis März 1852 war Marschall Adjutant des I. Bataillons und nahm in dieser Eigenschaft 1849 an der Niederschlagung der revolutiären Unruhen in Düsseldorf teil. Nach seiner Beförderung zum Premierleutnant wurde er Ende Juli 1855 als Kompanieführer beim I. Bataillon im 16. Landwehr-Regiment kommandiert und stieg am 6. Januar 1857 zum Hauptmann auf. Daran schloss sich ab Februar 1858 eine Verwendung als Kompaniechef an. Als Major wurde Marschall im April 1866 in das 7. Rheinische Infanterie-Regiment Nr. 69 versetzt und zum Kommandeur des Füsilier-Bataillons ernannt. Im folgenden Krieg gegen Österreich führte er seine Füsiliere im Gefecht bei Hühnerwasser sowie in den Schlachten bei Münchengrätz und Königgrätz. Ausgezeichnet mit dem Roten Adlerorden IV. Klasse mit Schwertern avancierte er zum Oberstleutnant.
Auch zu Beginn des Krieges gegen Frankreich führte Marschall sein Bataillon in den Schlachten bei Gravelotte und Amies sowie vor Metz. Am 17. Dezember 1870 wurde er für die Dauer des mobilen Verhältnisses zum Kommandeur des 5. Thüringischen Infanterie-Regiments Nr. 94 („Großherzog von Sachsen“) ernannt und kämpfte an der Hallue sowie bei Le Mans. Für sein Verhalten erhielt Marschall beide Klassen des Eisernen Kreuzes und das Komturkreuz des Hausordens vom Weißen Falken mit Schwertern.
Nach Beendigung des Krieges ernannte man ihn am 20. Juni 1871 für das Friedensverhältnis zum Regimentskommandeur und befördert ihn am 18. August 1871 zum Oberst. Unter Stellung à la suite seines Regiments wurde er am 18. Mai 1876 zum Kommandeur der 27. Infanterie-Brigade in Düsseldorf ernannt. Marschall avancierte Ende Mai 1876 zum Generalmajor und erhielt im September 1877 den Roten Adlerorden II. Klasse mit Eichenlaub und Schwertern am Ringe. In Genehmigung seines Abschiedsgesuches wurde er am 13. April 1878 unter Verleihung des Kronenordens II. Klasse mit Stern mit Pension zur Disposition gestellt.

### Familie
Marschall hatte sich am 12. Januar 1854 in Düsseldorf mit Adelheid von Vietsch (1827–1904) verheiratet. Aus der Ehe gingen vier Kinder hervor:
- Eugen (1854–1925), preußischer Generalleutnant ⚭ Wilhelmine Emilie Julie Margarethe Klara von Eberhardt (* 23. Juli 1860)
- Friedrich (1857–1914), gefallen als preußischer Oberstleutnant und Kommandeur des Reserve-Ersatz-Regiments Nr. 3
- Adelheid (1859–1875)
- Marie (* 1867)